# Gábor Takács-Nagy
Dans le nom hongrois Takács-Nagy Gábor, le nom de famille précède le prénom, mais cet article utilise l’ordre habituel en français Gábor Takács-Nagy, où le prénom précède le nom.
Gábor Takács-Nagy (né le 17 avril 1956, à Budapest, Hongrie) est un violoniste et chef d'orchestre hongrois.

## Biographie
Il commence ses études de violon à l'âge de 8 ans. Il a été élève de l'Université de musique Franz-Liszt, où il a été lauréat du prix Jenő Hubay. Ses professeurs à l'Académie Liszt étaient Ferenc Rados, András Mihály, et György Kurtág.
En 1975, Takács-Nagy, Károly Schranz (en), Gabor Ormai et András Fejér ont fondé le Quatuor Takács. Le quatuor a enregistré pour les labels Hungaroton et Decca. Takács-Nagy a quitté l'ensemble en 1992, après avoir développé une tendinite de la main, ce qui l'a forcé à arrêter de jouer du violon, et ainsi qu'à cause des tensions personnelles surgies au sein du quatuor après leur émigration de Hongrie vers les États-Unis. Après son départ du quatuor, il a subi une thérapie musicale et a recommencé à jouer du violon.
En 1996, Takács-Nagy a fondé le Trio avec piano Takács avec Dénes Várjon (piano) et Peter Szabo (violoncelle). Il est aussi devenu premier violon de l'Orchestre du Festival de Budapest. En 1997, il rejoint la faculté du Conservatoire de musique de Genève en tant que professeur de Quatuor à cordes. En 1998, il a créé le Quatuor à cordes Mikrokosmos avec Zoltán Tuska (second violon), Sándor Papp (alto) et Miklós Perényi (violoncelle).
Takács-Nagy a également commencé à développer son intérêt pour la direction d'orchestre. En 2005, il a formé l'orchestre à cordes Camerata Bellerive, comme un ensemble en résidence au Festival de Bellerive à Genève, où il a servi comme co-directeur artistique. En 2007, il est devenu directeur musical de l'Orchestre de Chambre du Verbier Festival, ainsi que principal chef invité de l'Orchestre symphonique d'état hongrois et de l'Orchestre symphonique MÁV. En septembre 2010, il est devenu chef d'orchestre et directeur artistique de l'Orchestre symphonique de MÁV. Il est devenu premier chef invité de l'Orchestre du Festival de Budapest à partir de la saison 2012-2013.
En mars 2010, le Manchester Camerata (en) a annoncé la nomination de Takács-Nagy comme son cinquième conducteur principal à partir de la saison 2011-2012, avec un contrat initial de 3 ans, dirigeant 12 concerts par an,. Il a enregistré avec le Manchester Camerata pour le label Avie. Il est devenu le principal partenaire artistique de l'Orchestre de chambre d'Irlande en janvier 2013.
Takács-Nagy a occupé la chaire internationale de musique de chambre au Royal Northern College of Music.
Il a épousé Lesley de Senger (née Townson), originaire de Burnley, en 1991. Ils ont deux filles.